# Долхаска
Долхаска (рум. Dolhasca) град је у северном делу Румуније, у историјској покрајини Буковини. Долхаска је град у округу Сучава.
Долхаска је према последњем попису из 2002. имао 11.009 становника.

## Географија
Град Долхаска налази се на северу Румуније. Град је смештен у историјској покрајини Буковини, око 105 km северозападно до Јашија. 
Долхаска је смештен у долини реке Сирет, на приближно 230 метара надморске висине. Око града пружа се бреговито подручје.

## Становништво
У односу на попис из 2002., број становника на попису из 2011. се смањио.
| 2002.  | 2011.  |
| ------ | ------ |
| 11.009 | 10.298 |

Румуни чине већину становништва Долхаске (90%), а од мањина присутни су Роми (10%).